# Plešská hornatina
Plešská hornatina je geomorfologický okrsek, který je součástí Trojmezenské hormatiny. Na západě sousedí se Stožeckou kotlinou, na severu s Vltavickou brázdou, na východě s Novopeckou kotlinou, na jihu přechází v rakouský Mühlviertel. Hornatina je vrásno-zlomového původu. Ve vrcholových partiích jsou zbytky zarovnaného povrchu, četné skalní útvary vzniklé periglaciálním zvětráváním žul (Třístoličník, V pařezí, Medvědí stezka, Koňský vrch) a také ledovcové tvary.

## Geologická stavba
Plešská hornatina je tvořena převážně z hrubozrnných dvojslídných žul moldanubického plutonu.

## Významné vrcholy
- Plechý (1378 m)
- Trojmezná (1362 m)
- Třístoličník (1302 m)

## Vodstvo
V Plešské hornatině se nachází jedno z osmi ledovcových jezer na Šumavě – Plešné jezero.